# Rafael Cippolini
Rafael Cippolini (Lomas de Zamora, 30 de marzo de 1967) es un escritor, ensayista y curador argentino. Sus crónicas, ensayos, ficciones y artículos fueron publicados en medios como Página/12, Clarín, La Nación, Perfil, Ramona, Tsé-Tsé, Arte y Parte, Tokonoma y Otra Parte, entre otros.

## Trayectoria
Desde sus primeras publicaciones a fines de la década del 80, fue desarrollado un estilo singular de escritura que entremezcla ensayo, crónica, ficción y crítica cultural.
Fue editor de la revista de arte ramona, coeditor de la revista de poesía tsé=tsé, y colaborador permanente de Tokonoma, revista de traducción y literatura.  Se especializó en teoría de la ficción.
Entre 1995 y 2003 desarrolló una extensa obra en colaboración con el escritor Héctor Libertella (1945-2006), que permanece parcialmente inédita. Junto a Libertella (de quien es su albacea literario), Alfredo Prior, Jorge Di Paola y Na-Khar-Elliff-cé, formó parte del Grupo Delta.
En 2009, fue nombrado Regente del Collège de ’Pataphysique, constituyéndose en un notorio referente. Desde el año 2000, es Munífico Institutor del Longevo Instituto de Altos Estudios Patafísicos de Buenos Aires
Es miembro fundador del Club Argentino de Kamishibai. 
Cippolini ha aceptado reconocerse como un freak enciclopédico, cultor de la bibliofrenia y de las relaciones entre arte, literatura y música.  
Se desempeña como curador autónomo de arte desde fines de los años 90. Fue curador del Museo de Arte Moderno de Buenos Aires (2013-2014).
Codirigió, con Karin Idelson, el cortometraje El Zoo de Zaratustra. Protagonizó la ópera prima de Federico Pintos y Julián Urman, el largometraje Generación artificial.
Entre 2007 y 2011, mantuvo activo el blog Cippodromo, referencia de ensayo en internet.
Su página actual es RFLC Web
En 2017 la Fundación Konex lo premió con un Diploma al Mérito como uno de los 5 mejores periodistas de Artes Visuales de la última década en Argentina.

## Obras
Ensayos
- Contagiosa paranoia (2007)[19]
- 'Patafísica. Epítomes, Recetas, Instrumentos y Lecciones de Aparato. (2009)[20]

Arte
- Manifiestos Argentinos. Políticas de lo visual 1900-2000. (2003)[21]
- Alfredo Prior[22] (2007)
- Fabio Kacero (2007)[23]
- Josefina Robirosa (2012)[24]
- Benito Laren (2013)[25]
- Modelaren (2015)
- Juan Becú (volumen colectivo) (2015)
- Sergio Avello (volumen colectivo) (2015)
- Yamandú Rodríguez (2015)
- Max Gómez Canle (2016)
- Doma (volumen colectivo) (2016)

Ficciones
- Sabios y atómicos (2012)
- Amazonia & Co. (2015)

En antologías
- Maestros Argentinos (2006)
- Nosotros los brujos (2008)
- Poéticas contemporáneas (2011)
- Historias del fin del mundo (2012)
- Estéticas de la dispersión (2013)[26]
- 10 discos de rock nacional por diez escritores (2013)[27]